# Episodi di The King of Queens (seconda stagione)
La seconda stagione della serie televisiva The King of Queens, composta da 25 episodi, è andata in onda negli Stati Uniti sul canale CBS dal 20 settembre 1999 al 22 maggio 2000.
| nº | Titolo originale | Titolo italiano                      | Prima TV USA      | Prima TV Italia |
| -- | ---------------- | ------------------------------------ | ----------------- | --------------- |
| 1  | Queasy Rider     | Mal di moto                          | 20 settembre 1999 |                 |
| 2  | Female Problems  | Buon vicinato....anche troppo        | 27 settembre 1999 |                 |
| 3  | Assaulted Nuts   | Bersaglio indecente                  | 4 ottobre 1999    |                 |
| 4  | Parent Trapped   | Genitori in trappola                 | 11 ottobre 1999   |                 |
| 5  | Tube Stakes      | Incubo catodico                      | 18 ottobre 1999   |                 |
| 6  | Doug Out         | Scimmia da circo                     | 25 ottobre 1999   |                 |
| 7  | Get Away         | Chi troppo e chi niente              | 1º novembre 1999  |                 |
| 8  | Dire Strayts     | La partita                           | 8 novembre 1999   |                 |
| 9  | I, Candy         | Un delizioso bocconcino              | 15 novembre 1999  |                 |
| 10 | Roamin' Holiday  | All'improvviso un ospite             | 22 novembre 1999  |                 |
| 11 | Sparing Carrie   | Squadra che perde...si cambia        | 29 novembre 1999  |                 |
| 12 | Net Prophets     | Profeti in rete                      | 13 dicembre 2000  |                 |
| 13 | Party Favor      | Il matrimonio del mio peggior cugino | 10 gennaio 2000   |                 |
| 14 | Block Buster     | Il magnifico placcaggio              | 17 gennaio 2000   |                 |
| 15 | Frozen Pop       | Un vicino...troppo vicino            | 24 gennaio 2000   |                 |
| 16 | Fair Game        | Gioco sleale                         | 7 febbraio 2000   |                 |
| 17 | Meet By-Product  | Destini incrociati                   | 14 febbraio 2000  |                 |
| 18 | The Shmenkmans   | Ti presento Abby                     | 21 febbraio 2000  |                 |
| 19 | Surprise Artie   | Festa a sorpresa                     | 28 febbraio 2000  |                 |
| 20 | Wild Cards       | Giochi d'azzardo                     | 6 marzo 2000      |                 |
| 21 | Big Dougie       | Il grande Doug                       | 17 aprile 2000    |                 |
| 22 | Soft Touch       | Filtri da vendere                    | 1º maggio 2000    |                 |
| 23 | Restaurant Row   | Rissa al ristorante                  | 8 maggio 2000     |                 |
| 24 | Flower Power     | Il potere dei fiori                  | 15 maggio 2000    |                 |
| 25 | Whine Country    | Vacanze a sorte                      | 22 maggio 2000    |                 |

## Destini Incrociati
- Titolo originale: Meet By-Product
- Diretto da: Rob Schiller
- Scritto da: David Litt

### Trama
Il giorno di San Valentino, Doug e Carrie ricordano la prima volta che si sono incontrati e di come in realtà non è stato amore a prima vista.
- Guest star: Kara Zediker (Lynn)